# Minneapolis Millers (IHL)
Minneapolis Millers byl profesionální americký klub ledního hokeje, který sídlil v Minneapolisu ve státě Minnesota. V letech 1959–1963 působil v profesionální soutěži International Hockey League. Millers ve své poslední sezóně v IHL skončily ve finále play-off. Své domácí zápasy odehrával v hale Minneapolis Arena s kapacitou 5 500 diváků.
Založen byl v roce 1959 po přestěhování týmu Denver Mavericks do Minneapolisu.

## Přehled ligové účasti
Zdroj: 
- 1959–1961: International Hockey League (Západní divize)
- 1961–1963: International Hockey League